# Microrregión del Sertón de Quixeramobim
La Microrregión del Sertón de Quixeramobim es una de las  microrregiones del estado brasileño del Ceará perteneciente a la mesorregión  Sertones Cearenses. Su población fue estimada en 2005 por el IBGE en 247.472 habitantes y está dividida en siete municipios. Posee un área total de 11.940,207 km².
Las dos mayores ciudades son Quixadá y Quixeramobim.

## Municipios
- Banabuiú
- Boa Viagem
- Choró
- Ibaretama
- Madalena
- Quixadá
- Quixeramobim

- Datos: Q766407